# Karstula

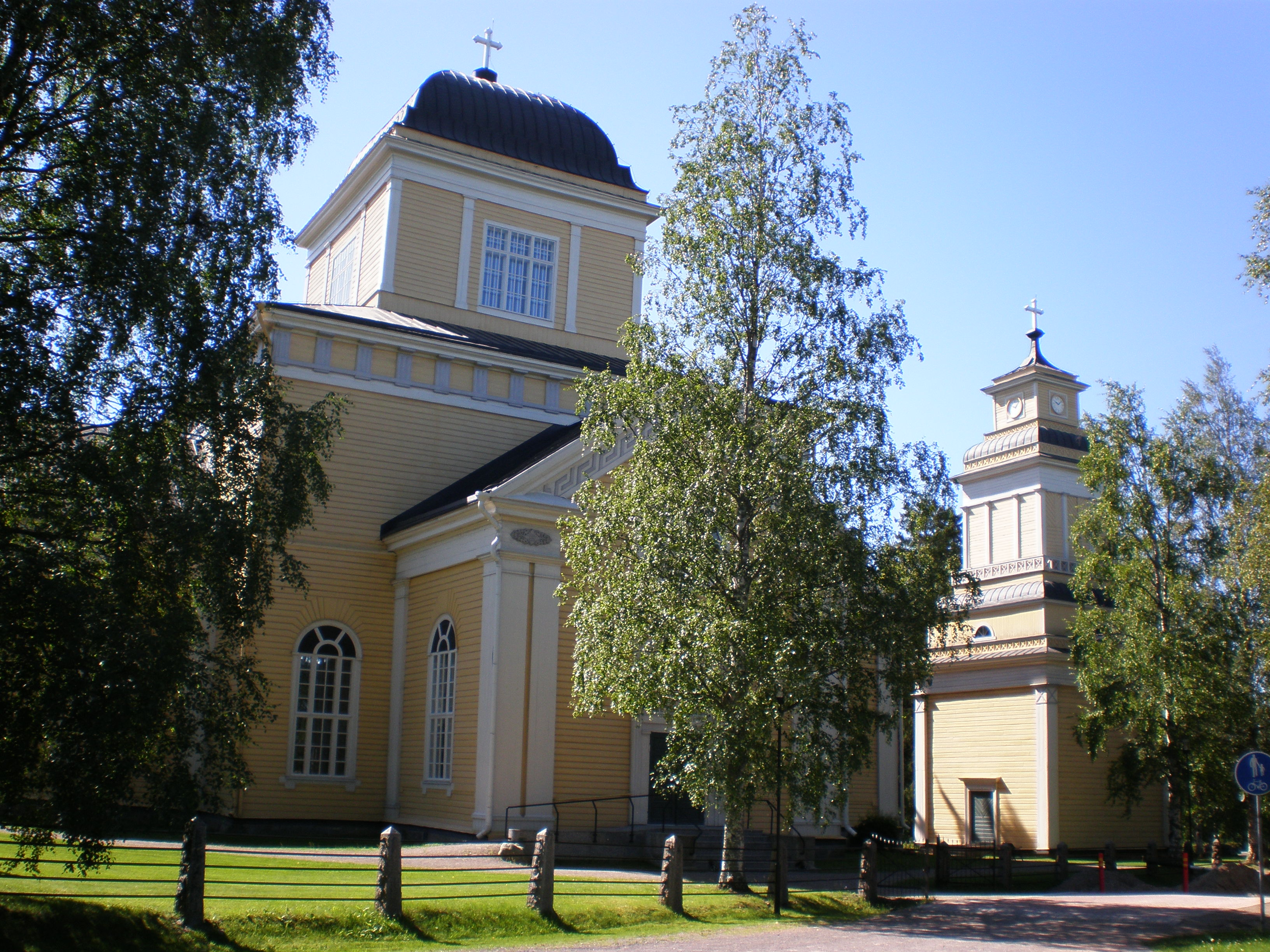
Karstula kyrka

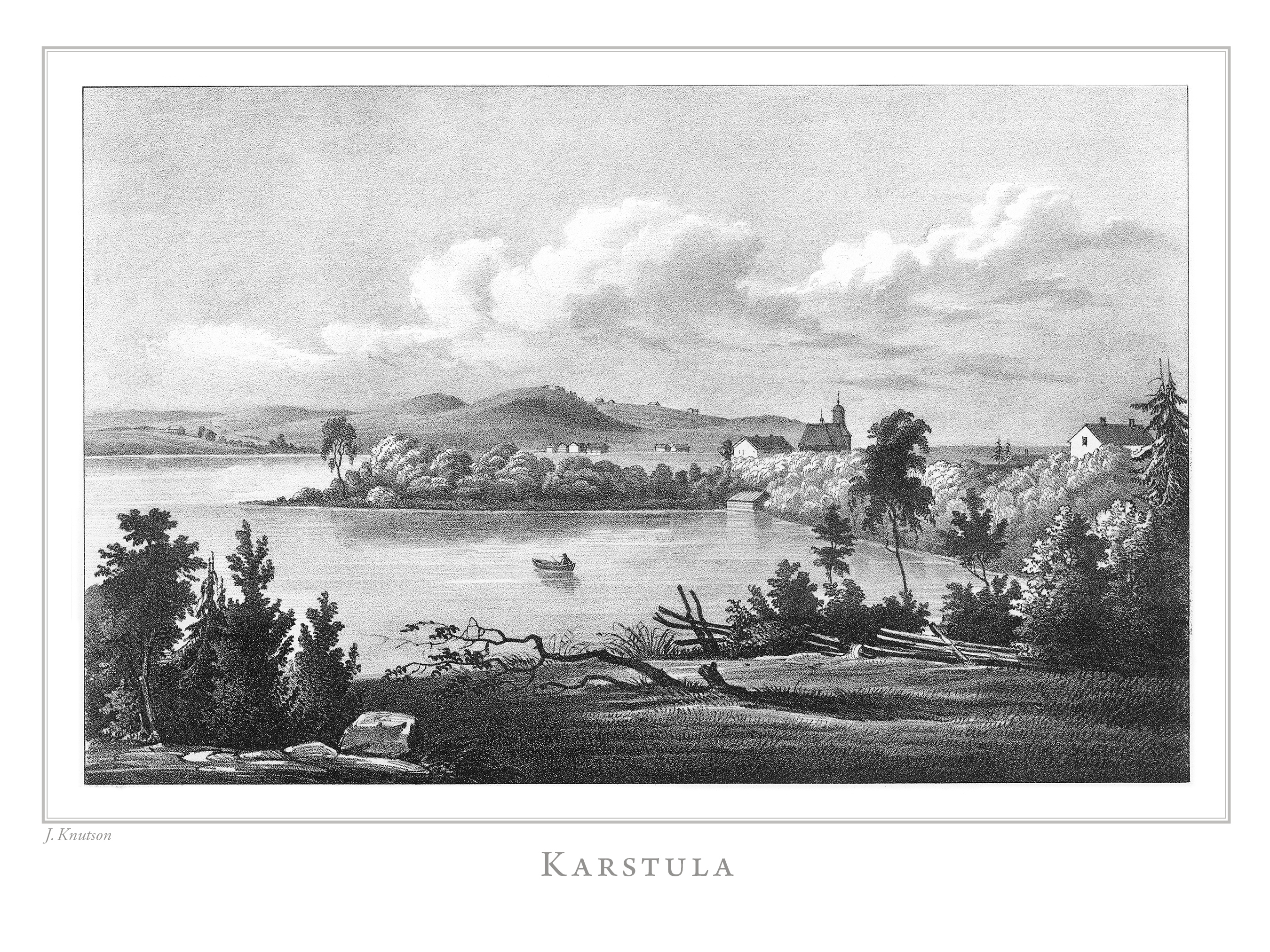
Litografi av Karstula i Finland framstäldt i teckningar utgiven 1845-1852.

Karstula är en kommun i landskapet Mellersta Finland. Kommunen gränsar mot Soini i väster, Kyyjärvi i norr, Kivijärvi i nordost, Kannonkoski i öster samt Saarijärvi i söder. Antalet invånare är 3 774 och Karstula är enspråkigt finskt. Kommunen har en yta på 963,19 km², varav landarealen är 887,07 km².

## Politik

### Mandatfördelning i Karstula kommun, valen 1976–2021
|  | 7 | 2 | 12 |  | 4 |

| 6 | 3 | 13 | 5 |

| 6 | 4 | 13 | 4 |

| 6 | 3 | 14 | 4 |

| 8 | 2 | 13 | 4 |

| 6 |  | 15 |  | 4 |

| 6 |  | 14 | 2 | 4 |

| 5 | 16 | 2 | 4 |

| 16 | 11 |

| 6 | 15 | 2 | 4 |

| 14 | 13 |

| 6 | 3 | 14 |  | 3 |

| 15 | 12 |

| 6 | 3 | 13 |  | 4 |

| 17 | 10 |

| 4 | 4 | 10 | 1 | 4 |

| 15 | 8 |

## Demografi

### Befolkningsutveckling
| Befolkningsutvecklingen i Karstula kommun 1975–2020                                                          | Befolkningsutvecklingen i Karstula kommun 1975–2020 | Befolkningsutvecklingen i Karstula kommun 1975–2020 | Befolkningsutvecklingen i Karstula kommun 1975–2020 | Befolkningsutvecklingen i Karstula kommun 1975–2020 |
| --- | --------------------------------------------------- | --------------------------------------------------- | --------------------------------------------------- | --------------------------------------------------- |
| |                                                     |                                                     |                                                     |                                                     |
| År |                                                     |                                                     | Folkmängd                                           |                                                     |
| 1975 | 1975                                                |                                                     | 5 719                                               |                                                     |
| 1980 | 1980                                                |                                                     | 5 582                                               |                                                     |
| 1985 | 1985                                                |                                                     | 5 665                                               |                                                     |
| 1990 | 1990                                                |                                                     | 5 610                                               |                                                     |
| 1995 | 1995                                                |                                                     | 5 467                                               |                                                     |
| 2000 | 2000                                                |                                                     | 5 137                                               |                                                     |
| 2005 | 2005                                                |                                                     | 4 801                                               |                                                     |
| 2010 | 2010                                                |                                                     | 4 507                                               |                                                     |
| 2015 | 2015                                                |                                                     | 4 268                                               |                                                     |
| 2020 | 2020                                                |                                                     | 3 858                                               |                                                     |
| Anm: Uppgifterna avser förhållandena den 31 december nämnda år enligt områdesindelningen den 1 januari 2022. |                                                     |                                                     |                                                     |                                                     |

### Språk
Befolkningen efter språk (modersmål) den 31 december 2022. Finska, svenska och samiska räknas som inhemska språk då de har officiell status i landet. Resten av språken räknas som främmande. För språk med färre än 10 talare är siffran dold av Statistikcentralen på grund av sekretesskäl.
| Språk                        | Talare 2022-12-31 | Talare 2022-12-31 |
| Språk                        | Antal             | Andel (%)         |
| ---------------------------- | ----------------- | ----------------- |
| Hela befolkningen            | 3 665             | 100,0             |
| Inhemska språk totalt        | 3 610             | 98,5              |
| Finska                       | 3 609             | 98,5              |
| Svenska                      | 1                 | 0,0               |
| Främmande språk totalt       | 55                | 1,5               |
| Ryska                        | 13                | 0,4               |
| Språk med färre än 10 talare | 42                | 1,1               |

|  | Finska (98,5 %) |

|  | Svenska (0,0 %) |

|  | Främmande språk (1,5 %) |

|  | Finska (98,5 %) |

|  | Svenska (0,0 %) |

|  | Främmande språk (1,5 %) |